# Hotaru Yamaguchi
Hotaru Yamaguchi (jap. 山口螢 Yamaguchi Hotaru; ur. 6 października 1990 w Nabari) – japoński piłkarz występujący na pozycji pomocnika w Cerezo Osaka oraz w reprezentacji Japonii. Wychowanek Cerezo Osaka. Znalazł się w kadrze na Mistrzostwa Świata 2014.